# Inaros II
Inaros II ou Inarus, mort en 454 av. J.-C., est un chef égyptien qui prend la tête d'un mouvement d'insurrection contre les Perses.
Fils supposé de Psammétique IV et descendant de la lignée saïte, les Égyptiens l'élisent roi contre la volonté des Perses en 463 av. J.-C. Allié aux Athéniens, il bat Achéménès mais est vaincu par le satrape de Phrygie Artabaze Ier et par celui de Syrie Mégabaze. Il finit crucifié en 454,.

## Biographie

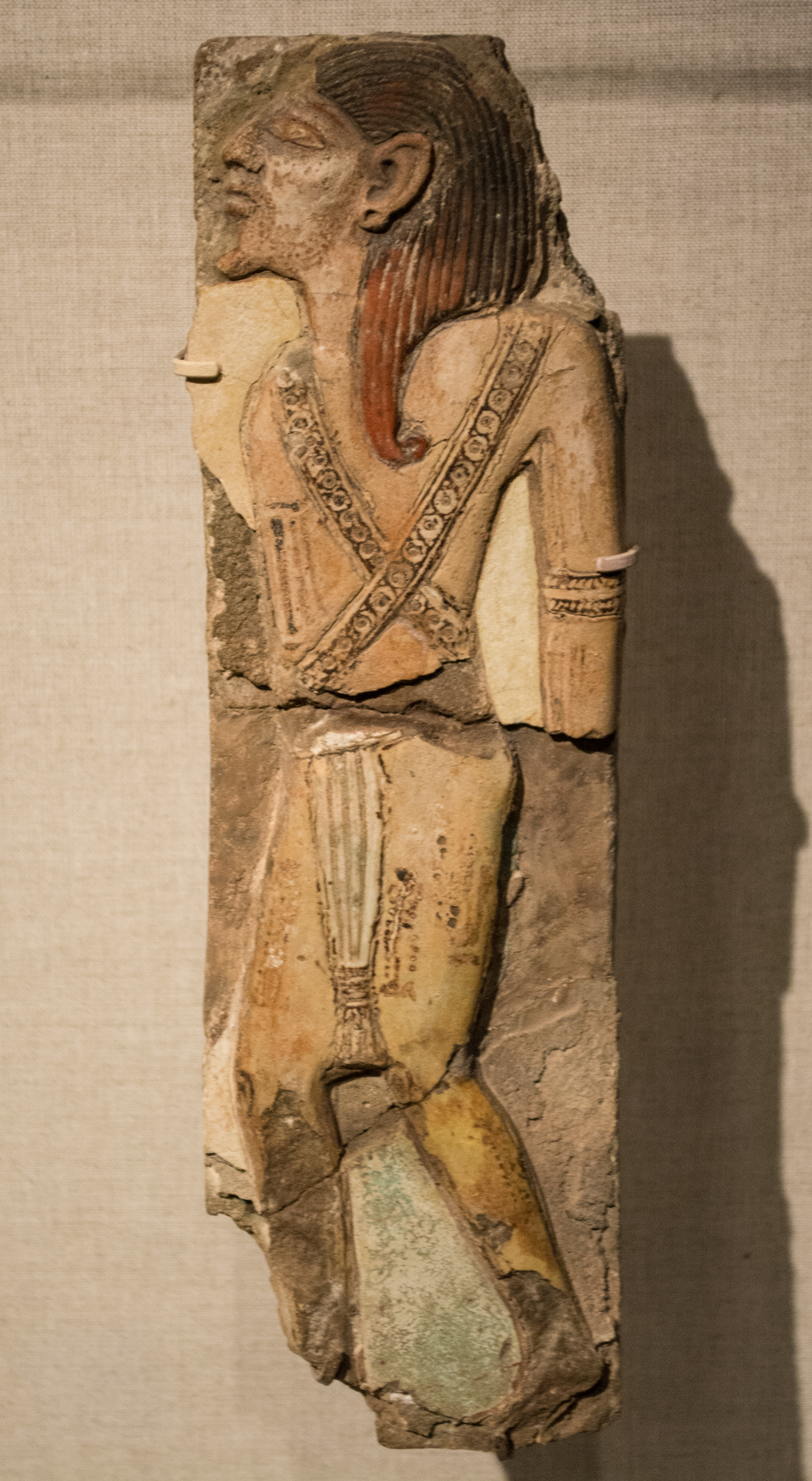
Chef libyen enchaîné, faïence égyptienne, époque de Ramsès III.

### Révolte
Inaros détenait une royauté sur les Libyens de Mareia (au-dessus de Pharos) et sur la partie du delta du Nil autour de Saïs. Avec l'aide d'Amyrtaeus, également de Sais, qui a pris les marais du nord, Inaros chasse les collecteurs d'impôts tout en collectant des mercenaires. Ces actions déclenchent une révolte en Égypte au début du règne du roi Artaxerxès Ier de Perse, à la suite de l'assassinat du roi Xerxès Ier. Les alliés athéniens qui ont été payé 100 triers, envoient des troupes et une armée de plus de 200 navires dirigés par Charitimides (en) pour l'aider en 460 av. J.-C.,.

### Bataille de Papremis (460 av. J-C)
D'après Diodore, une fois les Athéniens arrivés, eux et les Égyptiens, acceptent la bataille des Perses. L'armée rebelle affronte l'armée perse d'environ 400 000 fantassins et quatre-vingts navires dirigés par le frère d'Artaxerxès, le satrape Achéménès. Au début, le nombre supérieur des Perses leur donne l'avantage, mais finalement les Athéniens percent la ligne perse, sur quoi l'armée perse est mise en déroute et s'enfuit. Cependant, une partie de l'armée perse trouve refuge dans la citadelle de Memphis et ne peut en être délogée. La version plutôt abrégée de Thucydide de ces événements est la suivante : « et se rendant maîtres du fleuve et des deux tiers de Memphis, ils s'adressèrent à l'attaque du tiers restant, le satrape Achéménès, ainsi qu'un quart de ses 400 000 hommes ont été vaincus et tués à Papremis et les Perses se sont retirés à Memphis. Les commandants de la flotte athénienne, Charitimides et Cimon ont mené une bataille navale avec les Perses, dans laquelle quarante navires grecs ont engagé cinquante navires persans, dont vingt des navires persans ont été capturés avec leurs équipages, et les trente autres coulés. Pour montrer que leur victoire était totale, les rebelles envoyèrent le cadavre du satrape Achéménès au roi de Perse ».

### Siège de Memphis (459-455 av. J-C)
Les Athéniens et les Égyptiens s'installent donc pour assiéger la citadelle de Memphis. Le siège ne progresse pas et a probablement duré au moins quatre ans, puisque Thucydide dit que toute leur expédition a duré six ans et de cette époque, les dix-huit derniers mois ont été occupés par le siège de Prosoptis.
Selon Thucydide, Artaxerxès a d'abord envoyé Mégabaze pour essayer de soudoyer les Spartiates pour qu'ils envahissent l'Attique, afin de retirer les forces athéniennes d'Égypte. Après cet échec, il rassemble à la place une grande armée dirigée (de manière confuse) par Mégabaze et l'envoie en Égypte. 
Diodore donne plus ou moins la même histoire, avec plus de détails ; après l'échec de la tentative de corruption, Artaxerxès confie à Mégabaze et Artabaze la charge de 300 000 hommes, avec pour instructions de réprimer la révolte. Ils sont d'abord allés de la Perse à la Cilicie et ont rassemblé une flotte de trois-cents trirèmes constituée de Ciliciens, Phéniciens et Chypriotes, et ont passé un an à former leurs hommes. Puis ils se sont finalement dirigés vers l’Égypte. Les estimations modernes, cependant, placent le nombre de troupes perses au chiffre considérablement inférieur de 25 000 hommes étant donné qu'il aurait été très peu pratique de priver les satrapies déjà tendues de plus de puissance humaine que cela. Thucydide ne mentionne pas Artabaze dont Hérodote rapporte qu'il a participé à la seconde invasion perse ; Diodore peut se tromper sur sa présence dans cette campagne. Il est clairement possible que les forces perses aient passé un certain temps à s'entraîner, puisqu'il leur a fallu quatre ans pour répondre à la victoire égyptienne à Papremis. Bien qu'aucun des deux auteurs ne donne beaucoup de détails, il est clair que lorsque Megabyzus est finalement arrivé en Égypte, il a pu lever rapidement le siège de Memphis, vaincre les Égyptiens au combat et chasser les Athéniens de Memphis,.

### Siège de Prosopitis (455 av. J.-C.)
Les Athéniens se replient alors sur l'île de Prosopitis dans le delta du Nil, où leurs navires étaient amarrés,. Là, Mégabaze les a assiégés pendant dix-huit mois, jusqu'à ce qu'il soit finalement capable de drainer la rivière autour de l'île en creusant des canaux, « joignant ainsi l'île au continent ». Dans le récit de Thucydide, les Perses ont ensuite traversé l'ancienne île et l'ont capturée. Seuls quelques membres de la force athénienne, marchant à travers la Libye jusqu'à Cyrène ont survécu pour retourner à Athènes. Dans la version de Diodore, cependant, l'assèchement du fleuve a incité les Égyptiens (que Thucydide ne mentionne pas) à faire défection et à se rendre aux Perses. Les Perses, ne voulant pas subir de lourdes pertes en attaquant les Athéniens, leur ont plutôt permis de partir librement vers Cyrène, d'où ils sont retournés à Athènes. Puisque la défaite de l'expédition égyptienne a provoqué une véritable panique à Athènes, y compris la relocalisation du trésor de Délos à Athènes, la version de Thucydide est probablement plus susceptible d'être correcte. 

### Bataille de Mendesium
Comme dernier évènement désastreux de l'expédition, Thucydide mentionne le sort d'un escadron de cinquante trirèmes envoyé pour soulager le siège de Prosopitis. Ignorant que les Athéniens avaient finalement succombé, la flotte s'arrête à l'embouchure mendésienne du Nil, où elle est rapidement attaquée depuis la terre et depuis la mer par la marine phénicienne. La plupart des navires ont été détruits, seule une poignée réussissent à s'échapper et à retourner à Athènes. Les pertes athéniennes totales de l'expédition sont de quelque 5 000 hommes et deux-cent-cinquante navires,. 

### Retraite à Byblos et capture
Charitimides est tué au combat et Inaros est blessé à la cuisse par la force perse et se retire à Byblos, son fief et la seule ville égyptienne qui ne s'est pas soumise à Mégabaze. Après avoir combattu pendant un an et demi dans les marais, Inaros est vaincu par Mégabaze. Avec les autres Grecs, il est emmené captif à Suse.

### Exécution
Mégabaze promet à Inaros et à ses rebelles grecs qu'ils ne seraient pas exécutés une fois arrivés à Suse. La reine voulait qu'ils soient punis et tués parce qu'ils étaient responsables de la mort de son fils, le satrape Achéménès, et a demandé sa mort. Artaxerxès a d'abord tenu cette promesse, mais après cinq ans de plaidoirie, a remis Inaros et cinquante Grecs à la reine mère Amestris.
Il existe deux versions de sa mort. Selon la première, il est crucifié, et selon l'autre, empalé. Un fragment de Ctésias conservé par Photios Ier rapporte que « Inaros a été exécuté sur trois bûchers ; cinquante des Grecs, tout ce qu'elle a pu mettre la main dessus, ont été décapités ». Le mot grec anestaurothe, utilisé pour décrire et nommer la méthode de son exécution dans les textes pourrait signifier soit empalement ou crucifixion sur un seul poteau, soit crucifixion sur une vraie croix, mais il n'y a pas suffisamment de preuves et d'informations dans les archives historiques pour donner une réponse définitive.
Sa révolte, bien qu'ayant échouée à la fin, a laissé une grande marque dans l'histoire égyptienne. Hérodote rapporte également qu'Inaros a fait plus de dégâts aux Perses que n'importe quel homme avant lui. 

### Confusion
Inaros II est souvent confondu dans la littérature ancienne et moderne avec son homonyme, le prince libyen Inarôs Ier d'Athribis, fils de Bakennefy, ayant vécu vers 675-665 dans le sud-est du Delta, et qui s'est rebellé contre les Assyriens environ deux siècles plus tôt.